# E.V.I.F
Endeslev Vråby Idræts Forening er en idrætsforening tilknyttet Endeslev nær Hårlev. Den blev etableret i 1921 og har opnået et tæt samarbejde med HB Køge.
Foreningens fodboldafdeling har ca. 200 spillere, men foreningen tilbyder desuden aktiviteter indenfor gymnastik, badminton og dans. Tidligere havde man desuden et damehåndboldhold, men pga. manglende tilgang valgte de at flytte til STG Vallø.
I foråret 2010 vandt fodboldafdelingen den 9. bedste fodboldrække – Serie 4 – hvilket gør, at klubben i den følgende sæson rykker op til Serie 3.
Gennem de seneste år har man fået udvidet faciliteterne med en 11-mands-fodboldbane. Desuden har man fået opført et nyt klubhus og fået indrettet det gamle til omklædningsrum for at sikre bedre kapacitet.